# Bundesstraße 611
Pour les articles homonymes, voir B611 et Route 611.
La Bundesstraße 611 est une Bundesstraße du Land de Rhénanie-du-Nord-Westphalie.

## Géographie
La Bundesstraße relie les jonctions de Gohfeld sur l'A 30 et Vlotho-West sur l'A 2.

## Histoire
La partie de l'itinéraire d'environ 2,8 km de Löhne-Gohfeld, qui fut construite dans la section transversale de l'autoroute, est construite dans les années 1970 en tant que travaux préliminaires pour l'A 5 prévue à Brême et faisait auparavant partie de la Bundesstraße 61. La B 611 suit en grande partie le tracé de l'ancienne Landesstraße 773 et est reliée à la jonction "Vlotho-Ouest" de l'A 2 dans le quartier Exter de Vlotho.
En février 2016, la première phase de construction, d'environ 700 m de long, débute à la jonction Vlotho-Ouest sur l'A 2, qui est achevée en 2017. La deuxième phase de construction commence en 2017 et le tronçon d'environ 500 m de long entre la fin de la B 61, qui est similaire à l'autoroute, et la nouvelle intersection avec la B 61 en direction de Herford est ouverte en 2018. L'achèvement du reste de la Bundesstraße, initialement prévu pour fin 2019, a lieu le 15 juillet 2019. Avec l'achèvement, le tronçon autoroutier près de Löhne-Gohfeld est renommé de B 61 à B 611, et la partie de la B 61 entre Herford et Bad Oeynhausenest déclassée en Landesstraße début 2020.

## Source
- (de) Cet article est partiellement ou en totalité issu de l’article de Wikipédia en allemand intitulé « Bundesstraße 611 » (voir la liste des auteurs).

1. ↑  (de) Sonja Gruhn, « B611: Termin für Freigabe steht », sur Westfalen-Blatt, 2019 (consulté le 8 novembre 2022)
2. ↑  (de) Ulf Hanke, « Sudbachtalbrücke und B611 in Löhne für Verkehr freigegeben », sur Neue Westfälische, 2020 (consulté le 8 novembre 2022)